# 아침 이슬
〈아침 이슬〉은 1970년, 김민기가 작사·작곡하고 양희은이 부른 포크 록 장르의 노래이다.

## 발자취
1970년 8월 28일 발표해, 이듬해인 1971년에 김민기의 독집 음반으로 출시되었다. 그 뒤로 곡을 만든 김민기 등이 여러 번 녹음했다.

## 민중 가요화
발표 당시의 대한민국의 억압된 정치 상황을 은유하는 듯한 가사로 젊은이들에게 큰 인기를 끌었으며, 1975년 다른 곡들과 함께 금지곡으로 지정되었다. 이후 10월 유신이 끝나고 제5공화국 시절까지 금지곡으로 남아 있었지만, 민주화를 염원하는 대학생들과 젊은이들을 대변하는 노래로 널리 불려 왔다. 훗날 양희은은 노래를 지은 김민기나 자신은 이 노래가 학생들의 시위에 사용되리라 전혀 예상하지 못했으며, 학생들의 민주화 투쟁을 독려하기 위해 만든 노래도 아니라고 밝혔다. 역설적이게도 이 노래는 1971년 정부가 건전 가요로 선정하기도 했다.